# 소카 (음악)

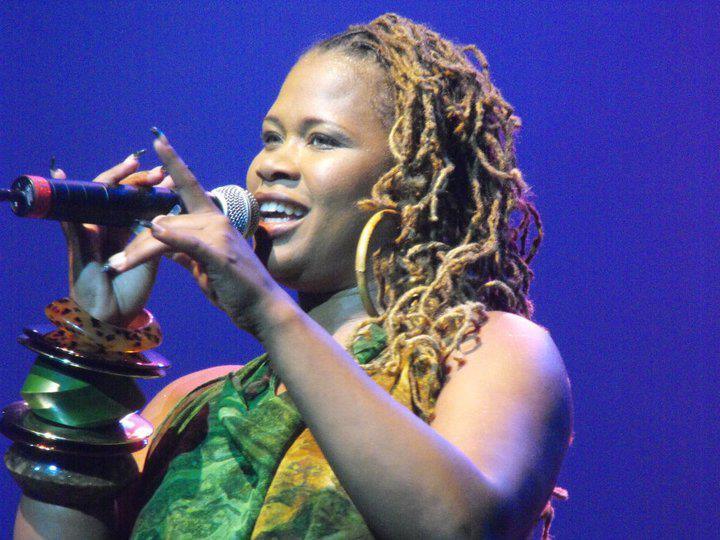

소카(Soca)는 트리니다드 토바고 발상의 대중 음악. 명칭은 솔 (Soul)과 칼립소 (Calypso)를 합친 것이다. 칼립소의 멜로디와 처트니 등의 인도계 카리브인 음악의 요소인 타악기를 이용한 리듬을 융합하여 시작되었으며, 거기에 솔과 펑크 등의 미국의 디스코 음악의 요소가 더해져 발전하였다. 힙합과 R&B, 댄스홀, 레게 등은 서로 영향을 미치고 있다. 1980년대 이후 카리브해에서 폭발적으로 발전했다. 리듬은 4분의 4박자 또는 4분의 2박자이다.